# Mijaíl Rodzianko

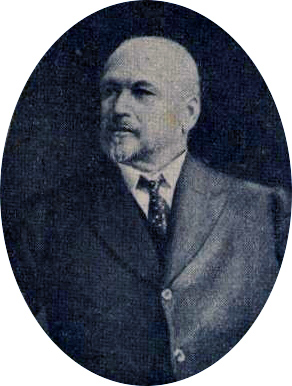
Mijaíl Rodzianko en 1917

Mijaíl Vladímirovich Rodzianko (del ruso: Михаи́л Влади́мирович Родзя́нко) (Gubernia de Yekaterinoslav, 21 de febrero de 1859-24 de enero de 1924) fue un político ruso, miembro del Partido Octubrista y presidente de la III y IV Duma Imperial de Rusia.

## Comienzos
Rodzianko fue uno de los miembros fundadores y líderes del partido Octubrista. Fue elegido como diputado en la Tercera Duma Estatal de Rusia, y fue elegido presidente después de la dimisión de Aleksandr Guchkov en 1911. También continuó como presidente de la Cuarta Duma hasta su disolución en febrero de 1917.

## La Revolución de Febrero
Mijaíl Rodzianko fue uno de los políticos clave durante la Revolución de Febrero de 1917. Al comienzo de las revueltas trató de negociar el apoyo del parlamento al gobierno para el aplastamiento de las revueltas a cambio del nombramiento de un nuevo gabinete responsable ante el parlamento, telegrafiando su propuesta directamente al zar, en vano. En vísperas de la Revolución de Febrero, el 10 de febrero de 1917 durante su última audiencia con el zar, Mijaíl Rodzianko le advirtió de la eminencia de una revolución en el país.
Presidió el Comité Provisional de la Duma Estatal, y, entre otras cosas, encabezó las conversaciones que llevaron a la abdicación del zar Nicolás II.
Tras la crisis de abril, en la celebración de la primera sesión de la Duma, se opuso al mantenimiento del poder dual, compartido entre el Sóviet de Petrogrado y el Gobierno Provisional Ruso, abogando por la concentración del poder en este último. Se mostró asimismo contrario a la nueva paz sin indemnizaciones ni anexiones defendida por los revolucionarios, manteniendo la necesidad de la permanencia de Rusia en la Primera Guerra Mundial hasta la victoria, manteniendo los antiguos objetivos imperialistas en el conflicto. Rodzianko se mostró como representante de la derecha política rusa, más conservadora que los elementos liberales y de centroderecha del Gobierno, favorable al acuerdo con los representantes de los sóviets y del establecimiento de un gobierno de coalición socialista-burgués.
Rodzianko reclamó para sí mismo que se trataba de "el hombre más gordo de Rusia".

## Exilio y muerte
Emigró a Yugoslavia en 1920, donde falleció. Su sobrino Aleksandr Rodzianko fue uno de los líderes del Ejército Blanco.
Comentó sobre una reunión con Rasputin y el zar Nicolás II: "Él ha marcado el comienzo de la decadencia de la sociedad rusa y la pérdida de prestigio de la corona y del mismo zar."